# Distretto di Nebbi
Il distretto di Nebbi è un distretto dell'Uganda, situato nella Regione settentrionale.